# J'adore Hardcore
Singles de Scooter
Jump That Rock (Whatever You Want)
(2008) Ti Sento
(2009)
J'adore Hardcore est un single composé par le groupe de hard dance allemand Scooter. Il s'agit du premier single paru en 2009 sur leur album intitulé Under the Radar Over the Top le 14 août 2009. Le label discographique All Around the World distribue ce single au Royaume-Uni dès le 2 novembre 2009.

## Liste de pistes
CD
| No | Titre                                 | Durée |
| -- | ------------------------------------- | ----- |
| 1. | J'adore Hardcore (Radio Edit)         | 3:47  |
| 2. | J'adore Hardcore (Melbourne Club Mix) | 5:51  |
| 3. | J'adore Hardcore (Extended Mix)       | 5:39  |
| 4. | J'adore Hardcore (Megastylez Edit)    | 3:19  |
| 5. | Dushbag                               | 4:38  |

CD simple
| No | Titre                           | Durée |
| -- | ------------------------------- | ----- |
| 1. | J'adore Hardcore (Radio Edit)   | 3:55  |
| 2. | J'adore Hardcore (Extended Mix) | 5:10  |

Disque microsillon
| No | Titre                                 | Durée |
| -- | ------------------------------------- | ----- |
| 2. | J'adore Hardcore (Melbourne Club Mix) | 5:51  |
| 3. | J'adore Hardcore (Extended Mix)       | 5:39  |
| 5. | J'adore Hardcore (Megastylez Remix)   | 6:02  |
| 6. | J'adore Hardcore (Eric Chase Remix)   | 5:50  |

Téléchargement
| No | Titre                                 | Durée |
| -- | ------------------------------------- | ----- |
| 1. | J'adore Hardcore (Radio Edit)         | 3:47  |
| 2. | J'adore Hardcore (Melbourne Club Mix) | 5:51  |
| 3. | J'adore Hardcore (Extended Mix)       | 5:39  |
| 4. | J'adore Hardcore (Megastylez Edit)    | 3:19  |
| 5. | J'adore Hardcore (Megastylez Remix)   | 6:02  |
| 6. | dushbag                               | 4:38  |

## Clip vidéo
Le clip vidéo du single montre la tournée du groupe à Differdange (Luxembourg), les danseurs Pae et Sarah dansant le Melbourne shuffle dans les rues de Melbourne (Australie) et des scènes de voitures avec H.P. Baxxter, le chanteur de Scooter, enregistrées à Majorque (Espagne). Le 30 juillet 2009, lors du tournage de la vidéo, H. P. Baxxter a failli être victime d'un attentat à la voiture piégée. Le membre du groupe Michael Simon poste sur sa page officielle Myspace que Baxxter n'a pas été blessé lors de cette attaque. Selon Simon il y a eu vol à ce moment, et Baxxter était parti se plaindre au commissariat. Lorsque la police le renvoie pour trouver un traducteur allemand-espagnol, Baxxter sort quelques minutes avant l'explosion.
La vidéo est diffusée pour la première fois sur le site du label Kontor Records (en) le 7 août 2009. Une version longue de la vidéo est montrée le même jour que la sortie du single le 13 août 2009. Il s'agit du premier plus long vidéoclip produit par Scooter.

## Classements
| Classement (2009)                    | Meilleure position |
| ------------------------------------ | ------------------ |
| Autriche (Ö3 Austria Top 40)         | 16                 |
| Europe (Hot 100)                     | 48                 |
| Allemagne (Media Control AG)         | 12                 |
| Hongrie (Rádiós Top 40)              | 6                  |
| Suisse (Schweizer Hitparade)         | 90                 |
| UK Singles (Official Charts Company) | 170                |